# Aéroport Helmut-Schmidt de Hambourg
Pour les articles homonymes, voir HAM.
L'aéroport Helmut-Schmidt de Hambourg, en allemand Flughafen Hamburg Helmut Schmidt, (code IATA : HAM • code OACI : EDDH), officiellement intitulé Hamburg Airport Helmut Schmidt en anglais, mais encore couramment nommé de son ancien nom Aéroport de Hambourg-Fuhlsbüttel, est un aéroport international allemand situé à 8,5 km au nord du centre-ville de Hambourg.

## Localisation
L'aéroport est situé à environ huit kilomètres au nord du centre-ville de Hambourg et à huit kilomètres au sud de la ville de Norderstedt. Le terrain de l'aéroport s'étend principalement dans le quartier de Fuhlsbüttel, avec une petite partie à Garstedt.
| Berlin · Brandebourg EuroAirport Basel-Mulhouse-Freiburg Freiburg · City Brême Cassel Cologne · Bonn Dortmund Dresde Düsseldorf Erfurt Francfort-Hahn Francfort · sur-le-Main Friedrichshafen Hambourg Hanovre Heringsdorf Karlsruhe · Baden-Baden Leipzig Lübeck Memmingen Munich Münster · Osnabrück Nuremberg Paderborn · Lippstadt Rostock Sarrebruck Stuttgart Sylt Weeze Mannheim |

## Historique
En service depuis janvier 1912, c'est le plus ancien aéroport du pays encore en activité et le cinquième quant au trafic de passagers. Intégralement rénové en 2005, il fait aujourd'hui partie des aéroports les plus modernes d'Europe.
En 2012, l'aéroport a servi 13,7 millions de passagers, un nouveau record, et a géré 158 076 mouvements d'appareils ainsi que  67 729 tonnes de fret.

## Statistiques
Le graphique qui aurait dû être présenté ici ne peut pas être affiché car il utilise l'ancienne extension Graph, désactivée pour des questions de sécurité. Des indications pour créer un nouveau graphique avec la nouvelle extension Chart sont disponibles ici.

Voir la requête brute et les sources sur Wikidata.

## Compagnies aériennes et destinations

### Passagers
| Compagnies                    | Destinations |
| ----------------------------- | --- |
| Aegean Airlines               | Athènes E.-Venizélos, Thessalonique-Makedonía |
| Aer Lingus                    | Dublin |
| airBaltic                     | Riga, Vilnius |
| Air Bucharest                 | Bucarest-H. Coandă |
| Air Cairo                     | Hurghada |
| Air France                    | Paris-Charles de Gaulle |
| Air Serbia                    | Belgrade-Nikola-Tesla |
| AJet                          | Istanbul-S. Gökçen En saison : Ankara Esenboğa, Antalya |
| Austrian Airlines             | Vienne-Schwechat |
| Blue Panorama Airlines        | Bologne-Borgo Panigale |
| British Airways               | Londres-Heathrow |
| Brussels Airlines             | Bruxelles-National |
| Condor                        | - Fuerteventura, - Hurghada, - Lanzarote-Arrecife, - La Palma, - Las Palmas/Gran Canaria, - Madère-C. Ronaldo, - Palma de Majorque, - Ténériffe-Sud Reine Sofia En saison : - Agadir-Al Massira, - Antalya, - Corfou-I. Kapodístrias, - Faro, - Héraklion-N. Kazantzákis, - Jerez de la Frontera, - Kos, - Malaga-Costa del Sol, - Rhodes-Diagoras, - Sámos-Aristarque |
| Corendon Airlines             | Antalya En saison : Izmir-A. Menderes |
| Danish Air Transport          | Sarrebruck-Ensheim |
| easyJet                       | Édimbourg, Londres-Gatwick, Manchester En saison : Salzbourg-W. A. Mozart |
| easyJet Switzerland           | Bâle-Mulhouse |
| Emirates                      | Dubaï |
| European Air Charter          | En saison charter : Varna |
| Eurowings                     | - Amsterdam, - Barcelone-El Prat, - Budapest-Ferenc Liszt, - Cologne/Bonn-K. Adenauer, - Düsseldorf, - Fuerteventura, - Graz-Thalerhof, - Londres-Heathrow, - Milan-Malpensa, - Munich-F. J. Strauß, - Nice-Côte d'Azur, - Oslo-Gardermoen, - Palma de Majorque, - Paris-Charles de Gaulle, - Rome Léonard-de-Vinci/Fiumicino, - Salzbourg-W. A. Mozart, - Stockholm-Arlanda, - Stuttgart, - Thessalonique-Makedonía, - Vienne-Schwechat, - Zurich En saison : - Adana-Sakirpasa, - Alicante-Elche, - Bari-Karol Wojtyła, - Bilbao, - Bourgas, - Catane-Fontanarossa, - Corfou-I. Kapodístrias, - Dubrovnik, - Faro, - Göteborg, - Héraklion-N. Kazantzákis, - Ibiza, - Innsbruck-Kranebitten, - Kayseri-Erkilet, - Kos, - La Canée I.-Daskaloyánnis, - Lanzarote-Arrecife, - La Palma, - Larnaca, - Las Palmas/Gran Canaria, - Lisbonne-H. Delgado, - Malaga-Costa del Sol, - Malte, - Mykonos, - Nador, - Naples-Capodichino, - Olbia-Costa Smeralda, - Porto-F. Sá-Carneiro, - Reykjavik-Keflavík, - Rhodes-Diagoras, - Rijeka, - Split, - Ténériffe-Sud Reine Sofia, - Tromsø, - Tunis-Carthage, - Valence, - Varna, - Venise - Marco Polo, - Vérone - Villafranca, - Zadar |
| Finnair                       | Helsinki-Vantaa |
| Freebird Airlines             | En saison : Antalya |
| Iberia                        | Madrid-Barajas |
| Icelandair                    | Reykjavik-Keflavík |
| Iran Air                      | Téhéran-Imam-Khomeini |
| ITA Airways                   | En saison : Milan-Linate |
| KLM                           | Amsterdam |
| Lillair                       | Klagenfurt |
| LOT Polish Airlines           | Varsovie-Chopin |
| Lufthansa                     | Francfort, Munich-F. J. Strauß |
| Luxair                        | Luxembourg-Findel |
| Norwegian Air Shuttle         | Oslo-Gardermoen |
| Pegasus Airlines              | Ankara Esenboğa, Istanbul-S. Gökçen En saison : Antalya |
| Play                          | En saison : Reykjavik-Keflavík |
| Rhein-Neckar Air              | Mannheim |
| Ryanair                       | - Alicante-Elche, - Bergame-Orio al Serio, - Dublin, - Édimbourg, - Gdańsk-L. Wałęsa, - Londres-Stansted, - Malaga-Costa del Sol, - Palma de Majorque, - Porto-F. Sá-Carneiro En saison : Valence, Zadar |
| Scandinavian Airlines         | Copenhague-Kastrup, Stockholm-Arlanda En saison : Oslo-Gardermoen |
| Sky Alps                      | Bolzano |
| SunExpress                    | Antalya, Izmir-A. Menderes En saison : Ankara Esenboğa, Dalaman |
| Swiss International Air Lines | Zurich En saison : Genève-Cointrin |
| Sylt Air                      | En saison : Sylt-Westerland |
| TAP Air Portugal              | Lisbonne-H. Delgado |
| Tunisair                      | Monastir |
| Turkish Airlines              | Istanbul En saison : Adana-Sakirpasa, Gaziantep-Oğuzeli, Kayseri-Erkilet, Ordu-Giresun, Samsun-Çarşamba |
| Volotea                       | Florence-Peretola |
| Vueling                       | Barcelone-El Prat |
| Wideroe                       | Bergen |
| Wizz Air                      | - Banja Luka, - Belgrade-Nikola-Tesla, - Bucarest-H. Coandă, - Gdańsk-L. Wałęsa, - Koutaïssi-David-IV, - Skopje, - Sofia-Vrajdebna, - Tirana-Mère-Teresa, - Varna |

Édité le 11/04/2018. Actualisé le 21/03/2023.

## Accès
Par la route, l'aéroport est accessible par la B433.
La ligne 1 du S-Bahn de Hambourg dessert la gare de Hambourg-Aéroport. La ligne S1 permet une liaison rapide et fréquente à l'aéroport (25 min) depuis la gare centrale de Hambourg.